# Ohaře

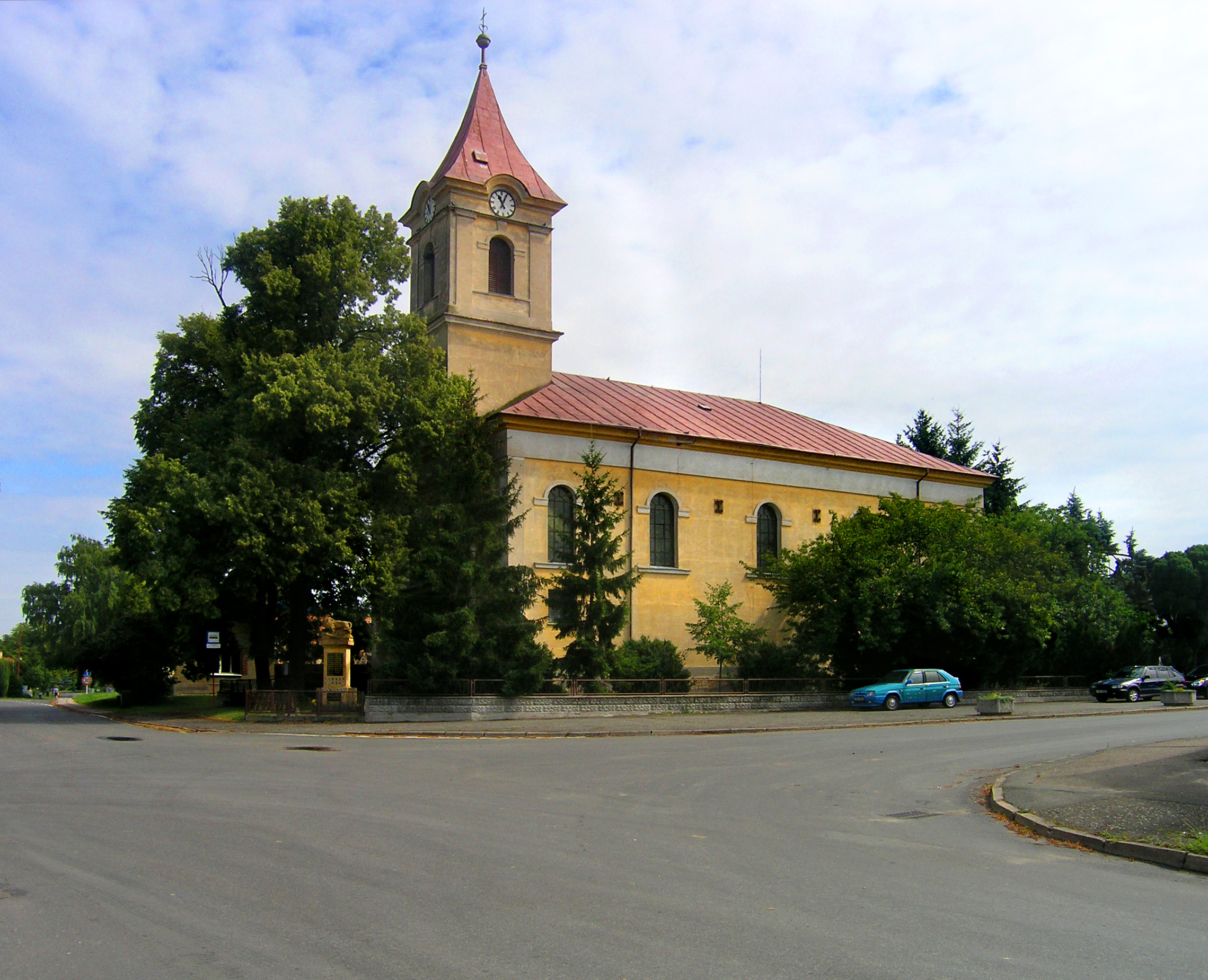
Kirche des hl. Johannes von Nepomuk

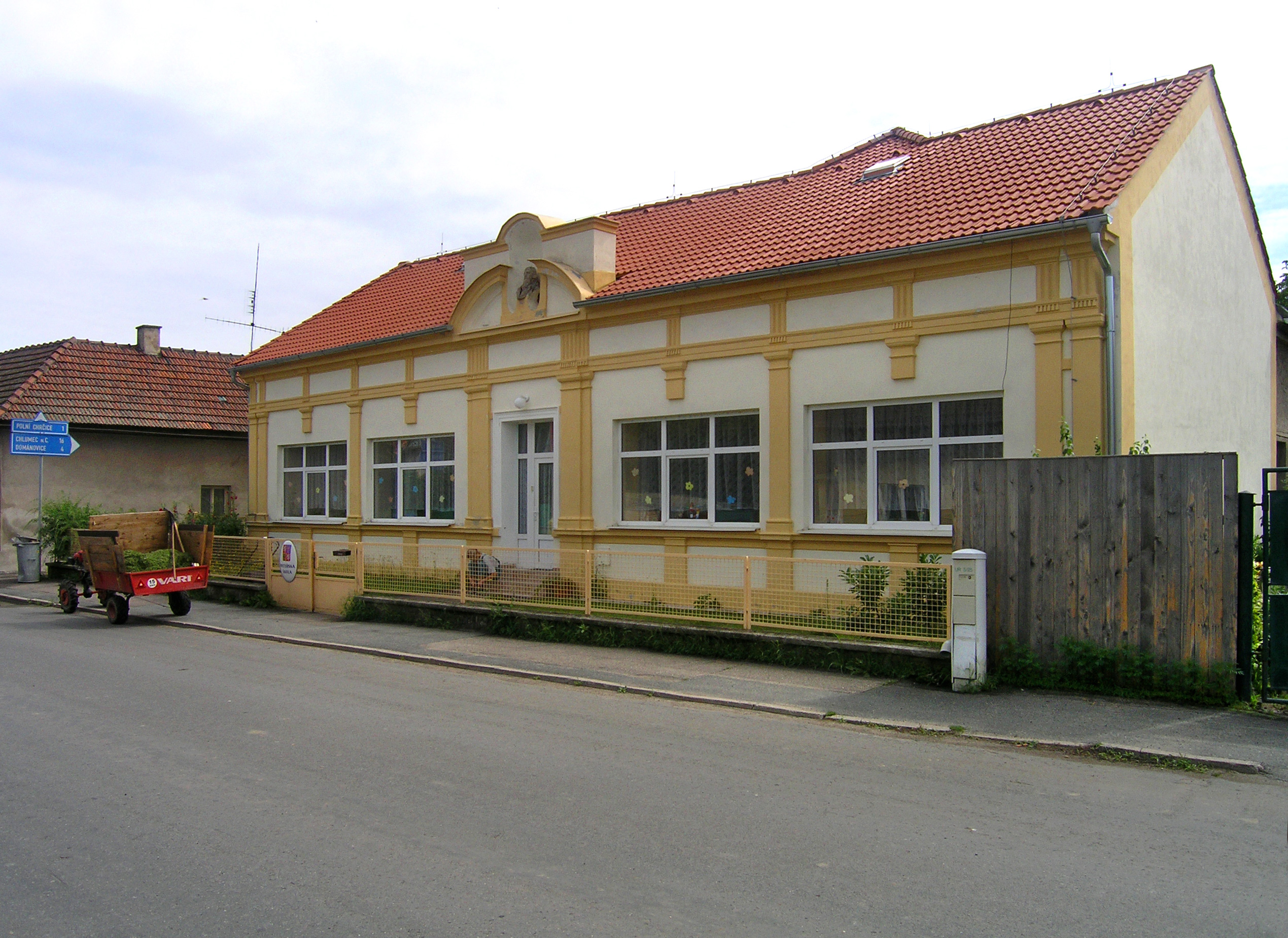
Alte Schule

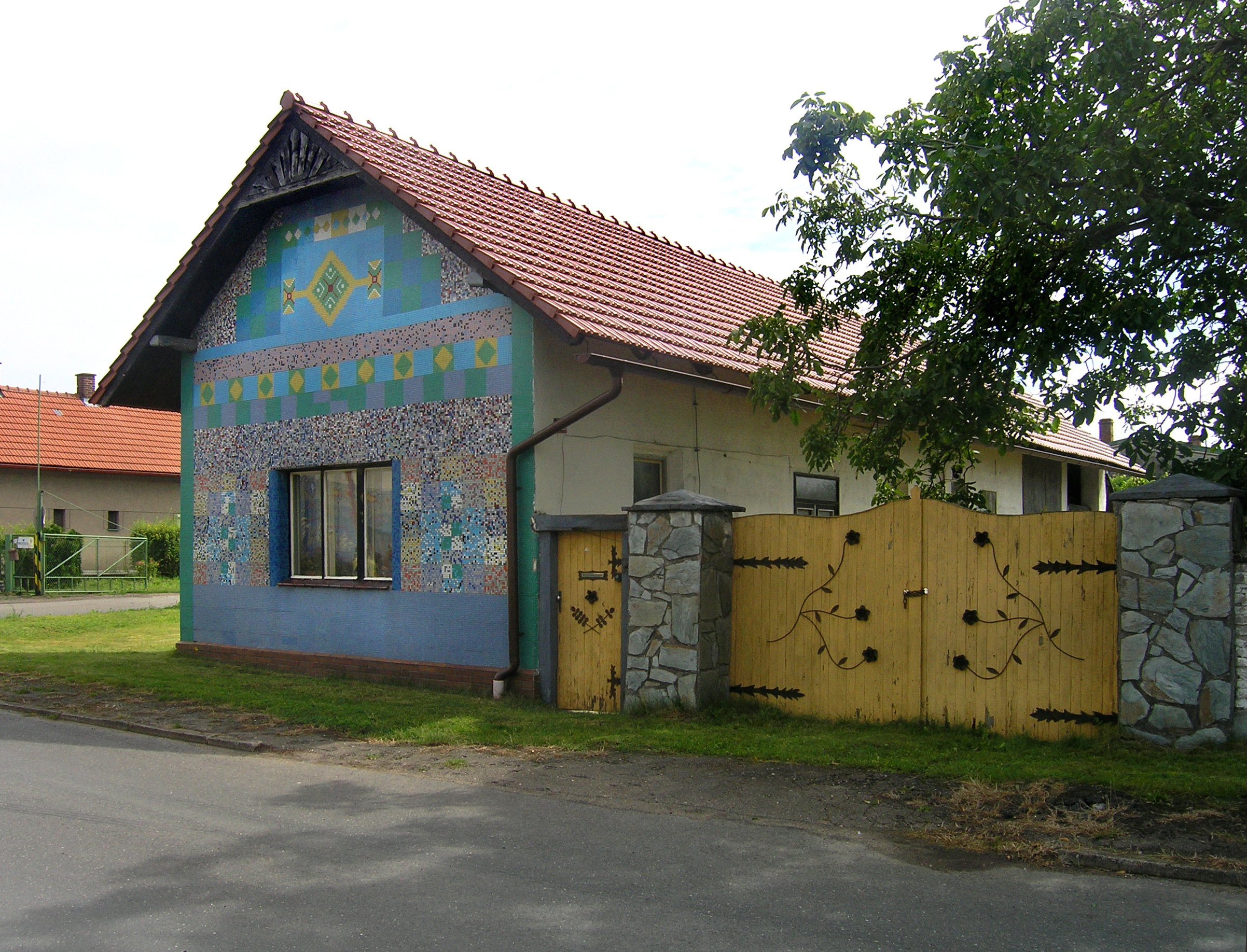
Mosaikfassade

Ohaře (deutsch Woharz, auch Woharsch) ist eine Gemeinde in Tschechien. Sie liegt zehn Kilometer nordöstlich des Stadtzentrums von Kolín und gehört zum Okres Kolín.

## Geographie
Ohaře befindet sich auf einem Höhenzug in der Středolabské tabule (Tafelland an der mittleren Elbe). Südlich des Dorfes entspringt die Bačovka. Im Norden erhebt sich der Kostelík (261 m n.m.), nordöstlich der Dománovický vrch (269 m n.m.), im Osten der Holý vrch (266 m n.m.) und südlich der Homole (279 m n.m.).
Nachbarorte sind Dobšice und Polní Chrčice im Norden, Dománovice und Píska im Nordosten, Radovesnice II, Rasochy und Lipec im Osten, Božec, Chrást und Bělušice im Südosten, Na Farmě und Němčice im Süden, Býchory, Eleonorov und Jestřabí Lhota im Südwesten, Volárna und Velký Osek im Westen sowie Kanín, Opolany und Hájky im Nordwesten.

## Geschichte
An der Stelle des Dorfes befand sich im Frühmittelalter wahrscheinlich ein zur Burg Oldříš gehöriger Hof, auf dem Jagdhunde  gezüchtet wurden. Der Hof erlosch vermutlich im 13. Jahrhundert, an seiner Stelle entstand im 14. Jahrhundert ein Vladikensitz. Die erste schriftliche Erwähnung des Dorfes erfolgte 1397, als Jan von Ohař einen Anteil von Němčice an Václav Zach von Ohař verkaufte. Jan von Ohař wurde 1415 letztmals erwähnt, für die nachfolgende Zeit sind die Besitzverhältnisse unbekannt. Ab 1461 gehörte das Gut dem Jan Korček von Božec. Im Jahre 1514 erwarb Zikmund Korček auch Němčice und vereinigte beide Güter. Seine in zweiter Ehe mit dem Kolíner Bäcker Dibl verheiratete Witwe Anna verkaufte 1575 die Güter Ohaře und Němčice an Jan Libenický von Vrchoviště auf Libenice. Dessen Sohn Vratislav Libenický veräußerte 1593 die Herrschaft Libenice mit den Gütern Ohaře und Němčice an König Rudolf II., der sie mit der Kammerherrschaft Kolín vereinigte. 1751 erfolgte der Bau einer Kapelle auf dem Gehöft Nr. 6. Zwei Jahre später entstand eine neue größere Kapelle des hl. Johannes von Nepomuk als Filiale der Pfarrei Žehuň. Im Jahre 1787 wurde diese Kapelle zur Lokalkirche erhoben und in den Jahren 1812–1813 zur Kirche erweitert. Kaiser Franz I. verkaufte 1829 die Kammerherrschaft Kolín an den Textilfabrikanten Jacob Veith. Am 6. August 1838 brannte die Kirche aus.
Im Jahre 1843 bestand das im Kauřimer Kreis gelegene Rustikaldorf Wohař aus 58 Häusern, in denen 428 Personen, darunter zehn protestantische und eine jüdische Familie lebten. Unter dem Patronat des Religionsfonds standen die Lokalkirche des hl. Johannes von Nepomuk und die Schule. Im Ort gab es zudem ein Wirtshaus. Wohař war Pfarrort für Lhota Gestřaby, Niemtschitz, Domanowitz und Chrtschitz; der Amtsort war Kaisersdorf. In den Jahren 1846–1847 erfolgte der Neubau der Kirche. Bis zur Mitte des 19. Jahrhunderts blieb Wohař der Herrschaft Kolín untertänig.
Nach der Aufhebung der Patrimonialherrschaften bildete Vohaře ab 1849 mit dem Ortsteil Němčice eine Gemeinde im Gerichtsbezirk Kolin. 1856 wurde eine Pfarrei eingerichtet. Im Jahre 1860 löste sich Němčice von Vohaře los und bildete eine eigene Gemeinde. 1862 erwarb Franz Horsky die Grundherrschaft Kolin von den Erben des Wenzel Baron Veith. Horsky leitete umgehend eine Modernisierung der Landwirtschaft ein. Ab 1868 gehörte das Dorf zum Bezirk Kolin. 1869 hatte Vohaře 596 Einwohner und bestand aus 89 Häusern. 1898 wurde ein neues Schulhaus errichtet. Zwischen 1904 und 1907 entstand die Straße von Elbeteinitz nach Vohaře. Im Jahre 1900 lebten in Vohaře 674 Menschen, 1910 waren es 750. Seit 1924 wird Ohaře als amtlicher Gemeindename verwendet. 1930 hatte Ohaře 593 Einwohner und bestand aus 139 Häusern. Zwischen 1961 und 1990 waren Polní Chrčice und Dománovice eingemeindet. Beim Zensus von 2001 lebten in den 144 Häusern von Ohaře 248 Personen. Seit 2008 führt die Gemeinde ein Wappen und Banner.

## Gemeindegliederung
Für die Gemeinde Ohaře sind keine Ortsteile ausgewiesen. Zu Ohaře gehört die Einschicht Na Farmě. Das Gemeindegebiet bildet einen Katastralbezirk.

## Sehenswürdigkeiten
- Spätklassizistische Kirche des hl. Johannes von Nepomuk, sie wurde zwischen 1846 und 1847 nach Plänen des Baumeisters Florián Müller aus Kouřim an der Stelle des 1838 ausgebrannten Vorgängerbaus errichtet. Die Weihe erfolgte 1848 durch den Bezirksvikar Josef Ballatý. 1975 erfolgte eine Instandsetzung.
- Ehemaliges Pfarrhaus, es wurde 2008 von der Kirchenverwaltung verkauft und dient heute als Wohnhaus.
- Holzkreuz mit lebensgroßem blechernem Bildnis des Gekreuzigten, an der Straße nach Polní Chrčice, geschaffen 1898. Es wurde 1954 beim Straßenbau versetzt. Die Christusfigur wurde 2009 neu bemalt und das Kreuz im Jahr darauf durch den Žiželiceer Pfarrer neu geweiht.
- Gusseisernes Kreuz auf Steinsockel im Ortszentrum, es wurde 1860 anstelle eines Holzkreuzes auf einem Massengrab russischer Soldaten aus dem Jahre 1812 aufgestellt und durch Bischof Friedrich zu Schwarzenberg geweiht. 1928 wurden zu Seiten des Kreuzes zwei Linden gepflanzt.
- Denkmal für die Gefallenen des Ersten Weltkrieges mit Löwenfigur, vor der Kirche, enthüllt 1927. 1946 wurde eine Gedenktafel für einen im KZ Sachsenhausen verstorbenen Einwohner angebracht.
- Lindengruppe auf dem Friedhof
- Ehemalige Schule, erbaut 1898, sie dient heute als Kindergarten.

## Söhne und Töchter der Gemeinde
- Marie Beranová, geborene Pilařová (1889–1988), die Ehefrau des Agrarpolitikers und Ministerpräsidenten Rudolf Beran wurde 1951 als „Feind des sozialistischen Staates“ zu einer sechsjährigen Haftstrafe verurteilt. Sie emigrierte nach verbüßter Haft zu ihren Söhnen nach Kanada. 1990 wurden ihre sterblichen Überreste in das Familiengrab auf dem Ohařer Friedhof überführt.